# Гашпар Улмер
Гашпар Улмер (мађ. Ulmer Gáspár; Станишић, 13. април 1915 - Суботица 1. јануар 2002)) био је српски историчар, књижевник и архивист.

## Биографија
Био је треће дете кројача Венделина Улмера (Wendelin Ulmer, 1888) и Катарине Умштетер (Katharina Umstädter, 1886). Имао је старијег брата Балтазара (Balthasar, 1909) и старију сестру Терезу (Theresia, 1911). У младости је играо фудбал у локалном СК "Слога", а касније (1940. године) обавља функцију секретара фудбалског клуба.
Основну школу завршио је у родном месту, а гимназију у Травнику (први разред похађао је у Сомбору). Студирање Богословског факултета у Ђакову прекинуо је 1939. године, вративши се у Станишић, где се запослио као благајник парне млине и електричне централе. Након неког времена прелази у Суботицу, где ради као физички радник и где се поново налази са својом будућом супругом (коју је и пре студија познавао) суботичанком Ружицом Торјек. Из здравствених разлога напушта посао и враћа се у Станишић где добија запослење као бесплатни вежбеник у Општини Станишић. Венчава се са Ружицом 29. децембра 1940. у Станишићу и 11. октобра 1941. добијају две ћерке близнакиње. У служби општине Станишић остаје до 1942. године када одлази о свом трошку на административни курс Вишу управну школу у Марошвашархељу (данас Таргу Муреш) што га уједно ослобађа војне обавезе. За време његовог школовања, његова супруга је радила на његовом радном месту. Курс завршава 08. маја 1944. и био је запослен опет на истом месту, до 08. септембра 1944. године кад је стигао позив за фашистичку војску. Уместо да се одазове позиву, Гашпар бежи у Суботицу и вешто се скрива, дочекујући слободу. По ослобођењу враћа се у Станишић где ради у Месном Народном Одбору до средине априла 1946. године.
Након тога са породицом се сели из Станишића у Суботицу. Године 1955. добија посао у тадашњој Градској државној архиви, и потпуно се посвећује развоју архивистике и историографије у Суботици. Од 1974. године ради у архивима Аустрије и Мађарске где се бави истраживањем архивске грађе са садржајем занимљивим за Југославију. Објавио је бројне публикације као резултат свог истраживачког рада.

## Награде и признања
- Друштвено признање Матице српске 1976 године
- Диплому општине Бачка Топола 1988. године
- Октобарску награду Суботице 1989. године
- Звање Почасни грађанин Суботице 1997. године
- Једна улица у Суботици носи његово име[5]